# Pessenhausen
Pessenhausen ist ein Gemeindeteil der Gemeinde Rott im oberbayerischen Landkreis Landsberg am Lech.

## Geografie
Das Dorf liegt an der Staatsstraße 2055, etwa zwei Kilometer nördlich von Rott.

## Geschichte
Pessenhausen wird urkundlich erstmals 1130 als „Pasinhusen“ genannt, der Name stammt vermutlich vom Eigennamen Paso.
Das Dorf gehörte zur Klosterhofmark Wessobrunn, 1752 werden vier Anwesen genannt.

## Baudenkmäler
- Kapelle St. Wendelin
- Steinkreuz, vermutlich 1704[3]